# Nesophontes submicrus
Nesophontes submicrus là một loài động vật có vú trong họ Nesophontidae, bộ Soricomorpha. Loài này được Arredondo mô tả năm 1970.